# Леді в чорному
«Леді в чорному» або «Дами в чорному» (англ. Ladies in Black) — австралійський комедійний драматичний фільм 2018 року режисера Брюса Бересфорда. У головних ролях Ангурі Райс, Рейчел Тейлор, Джулія Ормонд, Райан Корр і Шейн Якобсон. Фільм знятий за романом 1993 року «Жінки в чорному» Мадлен Сент Джон і розповідає історію працівників універмагу в Сіднеї в 1959 році. Фільм вийшов у прокат 20 вересня 2018 р.

## Сюжет
Лізу наймають новою помічницею в універмазі Гуда в Сіднеї під час Різдвяного сезону 1959 року. Вона дружить з Фей, яка спочатку насторожено ставиться до іммігрантів, Петті, яка шукає більше уваги з боку чоловіка, та Маґдою, іммігранткою зі Словенії, котра знайомить її з іншими європейськими друзями. Магда запрошує Лізу та Фей на новорічну вечірку в будинку Магди та знайомить Фей з Руді, угорським іммігрантом, який шукає дружину. Ліза знайомиться з Майклом, сином угорських мігрантів.
Ліза отримує відзнаку на випускному іспиті та подає заявку на стипендію в Сіднейському університеті після отримання схвалення з боку батька. Магда запитує Лізу, чим вона буде займатися після закінчення навчання в Сіднейському університеті, а Ліза каже, що вона хоче бути актрисою, або поетом, або прозаїком, або, можливо, усіма трьома.

## Актори
- Джулія Ормонд у ролі Магди
- Ангурі Райс у ролі Лізи
- Рейчел Тейлор у ролі Фей
- Райан Корр у ролі Руді
- Сьюзі Портер у ролі місіс Майлз
- Шейн Якобсон у ролі містера Майлза
- Ноні Хазлехерст у ролі міс Картрайт
- Ніколас Хаммонд у ролі містера Райдера
- Елісон Макгірр у ролі Петті
- Вінсент Перес у ролі Стефана

## Виробництво
Фільм готувавася двадцять років, а до проекту долучився сценарист-режисер Брюс Бересфорд. Бересфорд і прозаїк Мадлен Сент-Джон, яка написала книгу, екранізацією якої є фільм, були друзями університету, і Бересфорд пообіцяв одного дня адаптувати її роман до фільму з моменту першого прочитання навколо його оригінальної публікації . У жовтні 2017 року був оголошений акторський склад, головне виробництво якого розпочалося в Сіднеї, Австралія .

## Реалізація

### Каса
Фільм зібрав в Австралії 1 865 134 доларів, посівши друге місце після фільму Агент Джонні Інгліш: Нова місія.

### Критика
«Леді в чорному» отримали загалом позитивні відгуки критиків. На вебсайті збору оглядів Rotten Tomatoes фільм має рейтинг схвалення 88% на основі 33 відгуків, із середнім рейтингом 6,88 / 10. Консенсус критиків вебсайту стверджує: «Дами в чорному збирають соціально значущі спостереження з австралійської історії із розважальним чуттям, вишиваючи казку, яка торкається імміграції та розширення можливостей жінок» .
Ніл Янг із «Голлівуд Репортер» сказав про фільм: «Дами в чорному тихо, але ефективно вказують на рідко підкреслені позитивні позиції імміграції та інтеграції, і тому заслуговують на увагу далеко за межами власних берегів» . Джейк Вілсон у газеті «Сідней Морнінг Геральд» каже, що деталі періоду «несуть авторитет досвіду». Австралійський кінокритик Девід Страттон, пишучи для «Австралійця», написав: «Дами в чорному можуть помилково сприйматися як легкість; це не так. Це наповнено підтекстом і нюансами, і в той же час вдається бути надзвичайно приємною розвагою».

## Відзнаки
| Нагорода           | Категорія                       | Предмет          | Результат |
| ------------------ | ------------------------------- | ---------------- | --------- |
| AACTA премія (8-й) | Найкращий фільм                 | Сью Міллікен     | Номінація |
| AACTA премія (8-й) | Найкращий фільм                 | Аллана Ціцерман  | Номінація |
| AACTA премія (8-й) | Найкращий режисер               | Брюс Бересфорд   | Номінація |
| AACTA премія (8-й) | Найкращий адаптований сценарій  | Брюс Бересфорд   | Номінація |
| AACTA премія (8-й) | Найкращий адаптований сценарій  | Сью Міллікен     | Номінація |
| AACTA премія (8-й) | Краша актриса                   | Джулія Ормонд    | Номінація |
| AACTA премія (8-й) | Краша актриса                   | Ангурі Райс      | Перемога  |
| AACTA премія (8-й) | Краща жіноча роль другого плану | Ноні Хазлехерст  | Номінація |
| AACTA премія (8-й) | Найкраща операторська робота    | Пітер Джеймс     | Номінація |
| AACTA премія (8-й) | Найкраще редагування            | Марк Уорнер      | Номінація |
| AACTA премія (8-й) | Найкраща оригінальна музика     | Крістофер Гордон | Перемога  |
| AACTA премія (8-й) | Найкращий дизайн одягу          | Венді Корк       | Перемога  |
| AACTA премія (8-й) | Найкраща зачіска і макіяж       | Анна Грей        | Перемога  |
| AACTA премія (8-й) | Найкраща зачіска і макіяж       | Бет Халстед      | Перемога  |
| AACTA премія (8-й) | Найкраща зачіска і макіяж       | Джен Ламфі       | Перемога  |